# Napeogenes rhezia
Espèce
Napeogenes rhezia est une espèce d'insectes lépidoptères (papillons) qui appartient à la famille des Nymphalidae, à la sous-famille des Danainae et au genre Napeogenes.

## Dénomination
- Napeogenes rhezia a été décrite par l'entomologiste Charles Andreas Geyer en 1834 sous le nom initial de Mechanitis rhezia[1].

### Synonymie
- Mechanitis rhezia protonyme

### Noms vernaculaires
Napeogenes rhezia se nomme Rhezia Tigerwing en anglais.

## Taxinomie
Liste des sous-espèces
- Napeogenes rhezia rhezia ; présent au Brésil.
- Napeogenes rhezia adelphe Bates, 1862 ; présent au Brésil.
- Napeogenes rhezia adulta Haensch, 1905 ; présent en Guyana
- Napeogenes rhezia catamelas Forbes, 1942 ; présent au Venezuela.
- Napeogenes rhezia cyrianassa (Doubleday, 1847) ; présent au Brésil. Cette sous-espèce sert de référence au genre.
- Napeogenes rhezia tunantina Bates, 1862 ; présent au Brésil.
- Napeogenes rhezia yanetta (Hewitson, 1867) ; présent au Brésil.
- Napeogenes rhezia ssp. ; présent au Venezuela.
- Napeogenes rhezia ssp; présent au Surinam, en Guyana et Guyane
- Napeogenes rhezia ssp. ; présent au Surinam.
- Napeogenes rhezia ssp. ; présent au Brésil.
- Napeogenes rhezia ssp. ; présent au Brésil.
- Napeogenes rhezia ssp. ; présent au Brésil[1].

## Description
Napeogenes rhezia est un papillon au corps fin et au bord interne des ailes antérieures concave. Les ailes antérieures sont bordées de marron avec aussi aux ailes antérieures une barre marron du milieu du bord costal au bord externe près de l'angle externe ce qui délimite une grande plage basale orange et une plage distale beige. Les ailes postérieures sont beige avec une bordure marron divisée par une ligne orange ou orange avec une double ligne marron suivant les sous-espèces.
Le revers est semblable avec une ligne submarginale de points blancs.

## Écologie et distribution
Napeogenes rhezia est présent  au Venezuela, au Brésil, au Surinam, en Guyana et Guyane.

### Protection
Pas de statut de protection particulier.